# وليم غيلمور سيمس
وليم غيلمور سيمس (بالإنجليزية: William Gilmore Simms)‏ (17 أبريل 1806، تشارلستون في الولايات المتحدة - 11 يونيو 1870، تشارلستون في الولايات المتحدة)؛ مؤرخ، شاعر، محامي وروائي أمريكي.

## روابط خارجية
- وليم غيلمور سيمس على موقع الموسوعة البريطانية (الإنجليزية)